# Waypoint
Een waypoint of routepunt is een plaats op aarde, opgeslagen met de coördinaten. Waypoints kunnen onderdeel zijn van een te volgen pad (trail) of van een afgelegde weg (tracklog). Waypoints kunnen worden opgeslagen in een database of in een gps om ze tijdens een reis op te zoeken. Sommige waypoints vallen samen met een baken.

## Luchtvaart

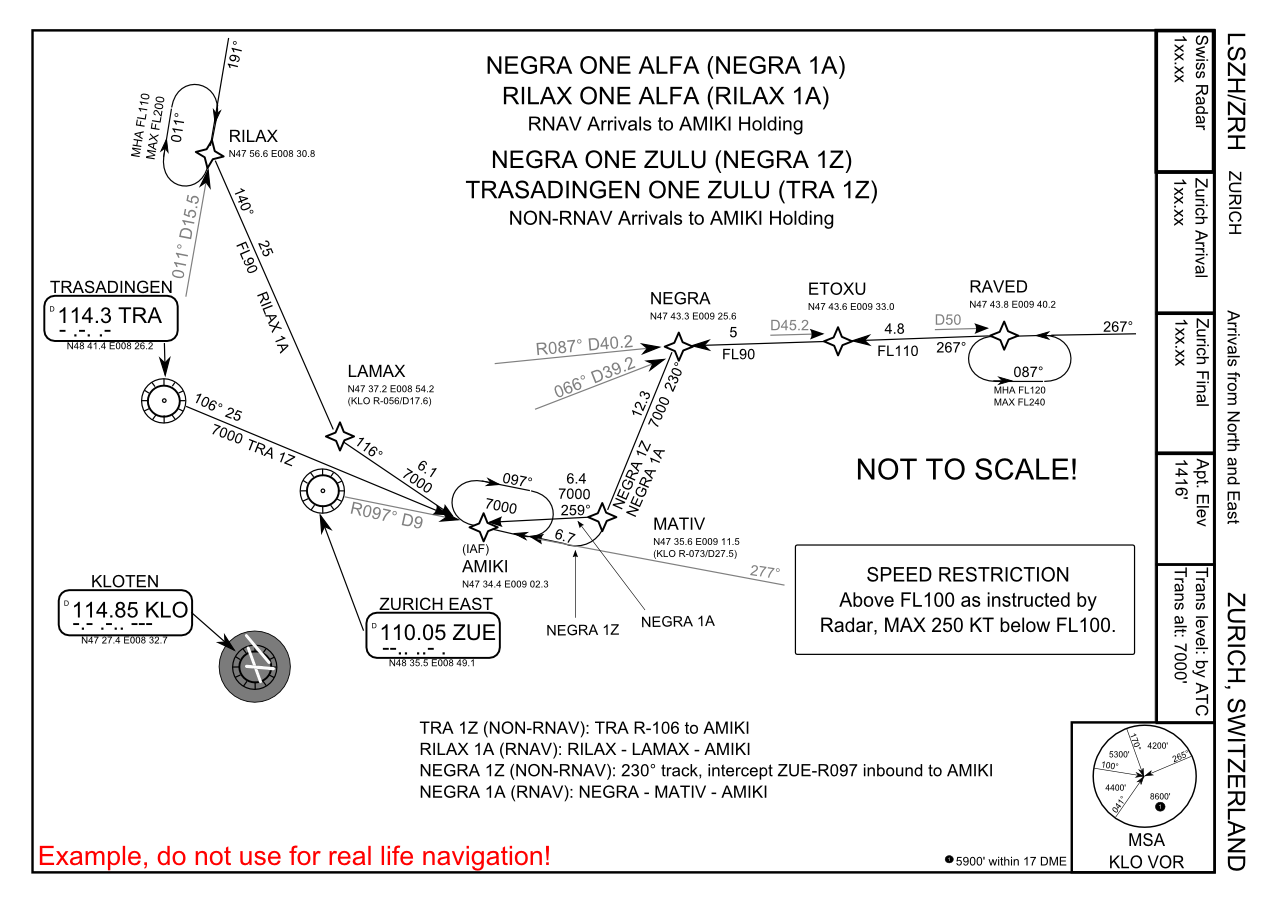
Standard terminal arrival route (STAR) van de Luchthaven Zürich met waypoints als "ster" weergegeven

In de luchtvaart vliegt een vliegtuig meestal volgens een vliegplan, in vele gevallen is dit zelfs verplicht. Het vliegplan vermeldt de geplande route als een opeenvolging van luchtvaartterreinen, bakens, en/of waypoints. Bij geavanceerdere vliegtuigen die gebruikmaken van een flight management system wordt de geplande route ingevoerd in de flight management computer (FMC), die door middel van Inertial Navigation System (INS) en/of GPS daarna de navigatie uitvoert. 
Waypoints worden geïdentificeerd door middel van een naam bestaande uit vijf letters; deze wordt gekozen om min of meer uitspreekbaar te zijn en verwijst soms naar de geografische locatie, bijvoorbeeld waypoint COSTA ligt aan de Belgische kust en BRUNO bevindt zich ten noordoosten van Brussel.
Het passeren van een waypoint hoeft over het algemeen niet gemeld te worden aan de luchtverkeersleiding. Er bestaan echter ook "compulsary reporting (way)points", bij het passeren van het waypoint moet dit gemeld worden aan de verkeersleiding, een voorbeeld hiervan is (soms) het passeren van een FIR-grens.

### fly-by/fly-over waypoint
Luchtvaart "Area Navigatie" (RNAV) -procedures maken gebruik van zowel "fly-over"- als "fly-by"-waypoints. Een "fly-over"-waypoint is een waypoint dat verticaal moet worden overvlogen door het vliegtuig. Een voorbeeld van een "fly-by"-waypoint is een waypoint dat de kruising markeert van twee luchtwegen, waarbij de koersverandering van de ene luchtweg naar de volgende wordt gemaakt door middel van een nauwkeurig berekende bocht die ervoor zorgt dat het vliegtuig precies in het midden van de volgende luchtweg uitkomt. In zo'n geval vliegt het vliegtuig "langs" het waypoint.

## Voorbeelden
- SORAT Waypoint op de grens van het Belgisch en het Nederlands luchtruim (FIR-boundary).
- NICKY VOR-radiobaken
- ZOREL meldpunt voor het vliegveld Oostmalle